# Mona Løseth
Mona Løseth, född 11 april 1991 i Ålesund, är en norsk alpin skidåkare som tävlar för Spjelkavik IL. Hon är yngre syster till Lene och Nina som också är alpina skidåkare. Lene tävlade fram till 2011.
Mona gjorde världscupdebut i Zagrebs slalomtävling den 14 januari 2009. Hon tävlar främst i teknikgrenarna slalom och storslalom men deltar ibland i superkombination där även en fartgren ingår. Hennes hittills bästa placering i världscupen är en tolfteplats i storslalom i Maribor den 16 januari 2010 . 
I Flachau i januari 2010 kvalificerade sig alla tre systrarna till det andra slalomåket .
Hon har deltagit i fyra juniorvärldsmästerskap. Hon vann guldet i superkombinationen den 5 februari 2010 .